# Estación de Marmolejo
Marmolejo es una estación ferroviaria situada en el municipio español de Marmolejo, en la provincia de Jaén. En la actualidad la estación se encuentra cerrada y no dispone de servicios de viajeros, aunque sus instalaciones pueden ser utilizadas como apartadero para efectuar cruces entre trenes de viajeros y de mercancías.

## Situación ferroviaria
La estación se encuentra en el punto kilométrico 374,4 de la línea férrea de ancho ibérico Alcázar de San Juan-Cádiz. Se encuentra situada entre las estaciones de Arjonilla y Los Siles. El tramo es de vía única y está electrificado a 3kV.

## Historia
La estación fue abierta al tráfico el 15 de septiembre de 1866 con la puesta en marcha del tramo Vilches-Córdoba de la línea de ferrocarril que pretendía unir Manzanares con Córdoba. La obtención de la concesión de dicha línea por parte de la compañía MZA fue de gran importancia para ella, dado que permitía su expansión hacia el sur tras lograr enlazar con Madrid los otros dos destinos que hacían honor a su nombre (Zaragoza y Alicante). En 1941, tras la nacionalización de los ferrocarriles de ancho ibérico, las instalaciones pasaron a formar parte de la recién creada RENFE. Con el paso de los años en torno a la estación se fue formando un núcleo poblacional, dependiente del municipio de Marmolejo, que para 1930 tenía un censo de 197 habitantes.
Desde enero de 2005 Renfe Operadora explota la línea mientras que Adif es la titular de las instalaciones ferroviarias.

## La estación
El edificio de viajeros de la estación fue derribado en diciembre de 2018.